# Eric Riley
Pour les articles homonymes, voir Riley.
Eric Riley, né le 2 juin 1970 à Cleveland dans l'Ohio, est un joueur américain de basket-ball. Il évolue durant sa carrière au poste de pivot.

## Palmarès
- Champion NBA 1994